# Карвалью, Лукас
Лукас да Силва Карвалью (порт.-браз. Lucas da Silva Carvalho; род. 16 июля 1993, Санту-Андре, Сан-Паулу) — бразильский легкоатлет, специалист по бегу на короткие дистанции. Выступает за сборную Бразилии по лёгкой атлетике с 2010 года, чемпион Южноамериканских игр и Южной Америки, победитель иберо-американских чемпионатов, многократный победитель и призёр первенств национального значения, участник летних Олимпийских игр в Токио.

## Биография
Лукас Карвалью родился 16 июля 1993 года в муниципалитете Санту-Андре, штат Сан-Паулу.
Первого серьёзного успеха на международном уровне добился в сезоне 2010 года, когда вошёл в состав бразильской сборной и выступил на юношеском южноамериканском первенстве в Сантьяго, где выиграл бронзовую медаль в зачёте бега на 110 метров с барьерами.
В 2011 году на юниорском южноамериканском первенстве в Медельине стал серебряным призёром в 110-метровом барьерном беге.
В 2012 году бежал 110 метров с барьерами на юниорском мировом первенстве в Барселоне, дошёл до полуфинала.
В 2016 году стартовал в эстафете 4 × 400 метров на домашнем иберо-американском чемпионате в Рио-де-Жанейро. В качестве запасного бегуна присутствовал в бразильской эстафетной команде на Олимпийских играх в Рио-де-Жанейро, при этом выйти здесь на старт ему не довелось.
В 2017 году в эстафете 4 × 400 метров занял седьмое место на чемпионате мира по легкоатлетическим эстафетам в Нассау. На чемпионате Южной Америки в Асунсьоне финишировал четвёртым в индивидуальном беге на 400 метров и завоевал серебряную награду в эстафете 4 × 400 метров. В тех же дисциплинах стартовал на чемпионате мира в Лондоне.
В 2018 году на Южноамериканских играх в Кочабамбе одержал победу в беге на 400 метров и взял бронзу в эстафете 4 × 100 метров. На иберо-американском чемпионате в Трухильо так же превзошёл всех соперников в 400-метровой дисциплине.
В 2019 году в смешанной эстафете 4 × 400 метров показал шестой результат на эстафетном чемпионате мира в Иокогаме. На чемпионате Южной Америки в Лиме получил серебро на дистанции 400 метров и в эстафете 4 × 400 метров. Бежал 400 метров на чемпионате мира в Дохе, участвовал в программе смешанной эстафеты 4 × 400 метров, став в финале восьмым. На Всемирных военных играх в Ухане занял пятое место в эстафете 4 × 400 метров.
На чемпионате Южной Америки 2021 года в Гуаякиле получил серебро в беге на 400 метров и завоевал золото в эстафете 4 × 400 метров. Благодаря череде успешных выступлений удостоился права защищать честь страны на летних Олимпийских играх в Токио — на предварительном квалификационном этапе 400 метров показал время 46,12, чего оказалось недостаточно для выхода в полуфинальную стадию.
В 2022 году представлял Бразилию на чемпионате мира в помещении в Белграде и на чемпионате мира в Орегоне. На Южноамериканских играх в Асунсьоне выиграл бронзовую и серебряную медали в беге на 400 метров и эстафете 4 × 400 метров соответственно.
В 2023 году среди прочего бежал 400 метров на чемпионате мира в Будапеште.